# NGC 2492
NGC 2492 (również PGC 22397 lub UGC 4138) – galaktyka eliptyczna (E-S0), znajdująca się w gwiazdozbiorze Bliźniąt. Odkrył ją John Herschel 24 grudnia 1827 roku.